# Robert Olejnik
Robert "Bobby" Olejnik (Viena, 26 de novembro de 1986) é um ex-futebolista austríaco que atuava como goleiro.

## Carreira
Fora uma rápida passagem pelas categorias de base do tradicional Austria Wien, Olejnik defendeu apenas clubes do Reino Unido. Seu primeiro clube no país foi o Aston Villa, onde nunca chegou a defender a equipe profissional, tendo passado apenas pelas categorias de base e defendido a equipe reserva em algumas oportunidades. Chegou também a defender por um curto empréstimo o Lincoln City, mas também não chegou a defender a equipe principal, apenas a reserva, onde acabou conquistando o título do campeonato de reservas, sendo um dos destaques do clube na competição. Em seguida, se transferiu para o Falkirk.
No clube escocês, iniciou sua estadia na reserva de Tim Krul, que havia chegado junto de Olejnik por empréstimo. No entanto, após uma expulsão de Krul durante uma partida contra o Kilmarnock, acabou assumindo a posição de titular, e disputando treze partidas até o término do campeonato. Na temporada seguinte, manteve a posição até meados da temporada, quando acabou perdendo para Dani Mallo pela grande quantidade de falhas que vinha tendo durante a temporada até o momento. Recuperou a titularidade em sua terceira temporada, disputando quarenta partidas, incluindo suas duas únicas partidas europeias. No entanto, a temporada acabou com o rebaixamento do Falkirk. Olejnik permaneceu para disputar a segunda divisão, no entanto, como o clube não conseguiu retornar a elite escocesa, deixou o clube e assinou com o Torquay United, para disputar a quarta divisão inglesa.
Em seu novo clube, acabou tendo grande sucesso, disputando cinquenta partidas ao longo da temporada, tendo sido eleito ao final do campeonato para a seleção do torneio. Após o término da temporada, acertou um contrato de três temporadas com o Peterborough United. Com a camisa do Posh, o goleiro disputou 106 partidas oficiais e venceu o EFL Trophy de 2013–14.
Defendeu também Scunthorpe United, York City (ambos por empréstimo), Exeter City e Mansfield Town, onde encerrou a carreira em 2020, aos 33 anos.

## Títulos
Peterborough United
- EFL Trophy: 2013–14[10]

### Individuais
- Time do ano da PFA (League Two): 2011–12
- Jogador do ano do Peterborough United: 2013–14[11]